# Metis (missile)
Il 9K115 Metis (meticcio. nome in codice NATO: AT-7 Saxhorn) è un missile anticarro portatile sovietico da 1 km di gittata. Non è particolarmente diffuso. Una via di mezzo tra i missili medi e i razzi RPG, è stato pensato come "un missile al costo di un razzo". Ha largamente mantenuto la promessa, anche se i sovietici si sono accorti che il calibro era leggermente inferiore a quello desiderato contro i carri moderni.